# Irene Fuhrmann
Irene Fuhrmann és una exfutbolista i actual entrenadora de futbol. Va jugar principalment a l'USC Landhaus Wien i va ser membre de la selecció austríaca.
Des del 2020 exerceix com a entrenadora de la selecció austríaca.